# Laist
Werklaist oder Laist heißen im bayerischen und österreichischen Salzbergbau Rückstände von Tonmineralien, die bei der Auslaugung der Salzlagerstätte – des Haselgebirges – anfallen.

## Entstehung
Durch die Auffaltung der Alpen ging die ursprüngliche subparallele Schichtung der Sedimente verloren und es bildete sich ein durch das Steinsalz verkittetes Trümmergestein aus Anhydrit, Tonmineralien, Sandstein und Mergel, das so genannte Haselgebirge. Die auf diese Weise entstandenen alpinen Salzlagerstätten werden mithilfe von Wasser, das in Hohlräume – so genannte Laugwerke – eingebracht wird, ausgelaugt. Durch diesen Prozess entsteht einerseits eine wässrige Salzlösung, die Sole, andererseits sinken die wasserunlöslichen Bestandteile des Haselgebirges auf den Boden des Laugwerks. Dabei bilden diese dort eine schlammige Masse, den Werklaist. Nach dem Ablassen der Sole wird das Laugwerk gesäubert, der Laist aus dem Laugwerk entfernt.

## Verwendung

### Bergbau
Bis zur Mitte des 20. Jahrhunderts wurde der Werklaist zum einen als Dichtmaterial zum Verdämmen der Laugwerke unter Tage weiterverwendet, zum anderen unter oder über Tage deponiert.

### Medizinische Anwendung
Der getrocknete und feinst gemahlene Werklaist lieferte aber auch das Grundmaterial für die Schlammbäder und Schlammpackungen, die im Bad Ischler Kurmittelhaus angewandt wurden und im Kurhaus Bad Reichenhall noch immer angewendet werden. Werklaist wird von der Alternativmedizin als Therapie bei Psoriasis oder Neurodermitis empfohlen.